# Грюнбуш
Грю́нбуш или Ра́дворский Гай (нем. Grünbusch; в.-луж. Radworski Haj) — деревня в Верхней Лужице, Германия. Входит в состав коммуны Радибор района Баутцен в земле Саксония. Подчиняется административному округу Дрезден.
Находится около автомобильной дороге 106 (Малы-Вельков — Минакал). Соседние населённые пункты: на севере — деревня Ломск и на юго-западе — деревня Каменей.
Основана в начале XIX века под серболужицким наименованием Haj. Была фольфарком землевладельца из деревни Каменей. С 1998 года входит в состав современной коммуны Радибор.
В настоящее время деревня входит в состав культурно-территориальной автономии «Лужицкая поселенческая область», на территории которой действуют законодательные акты земель Саксонии и Бранденбурга, содействующие сохранению лужицких языков и культуры лужичан.
Официальным языком в населённом пункте, помимо немецкого, является также верхнелужицкий язык.

## Достопримечательности
Памятники культуры и истории земли Саксония
- Каменный дорожный указатель, XIX век (№ 09253188)